# إنتيمساوات
إنْتيمُساوات (الاسم العلمي: Entimini)، قبيلة حشرات من غمديات الأجنحة وفصيلة السوسيات الحقيقية.

## الأجناس
'Cydianerus – Cyriophthalmus – أنتيمس – Phaedropus – Polyteles – Rhigus – Trachyus